# Britské antarktické území

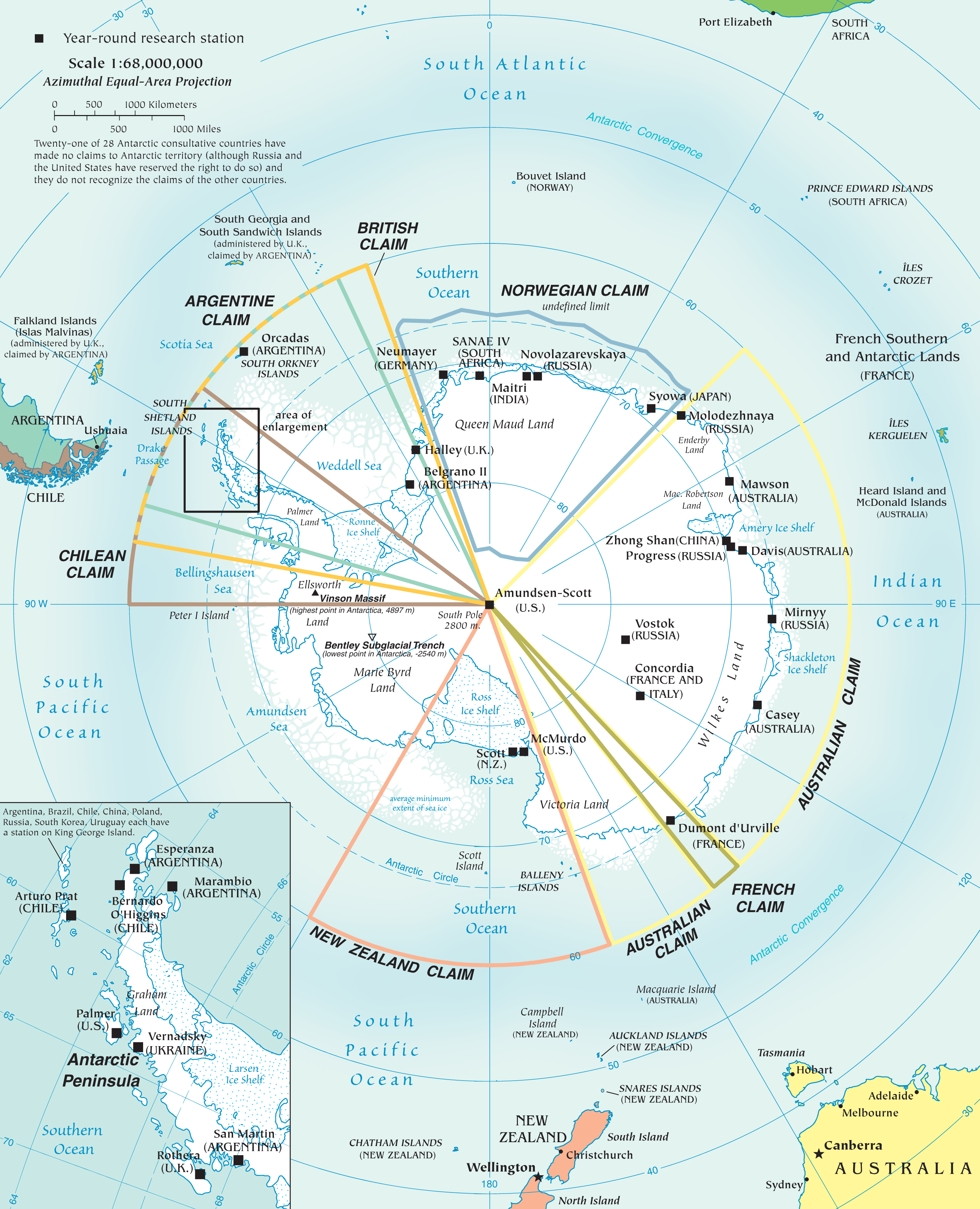
Mapa nárokovaných sektorů

Britské antarktické území (anglicky British Antarctic Territory), zkratka BAT, je úřední název pro britské zámořské území nacházející se v Antarktidě.

## Správní členění
Skládá se ze tří regionů: dva jsou tvořeny skupinami ostrovů Jižní Shetlandy a Jižní Orkneje a třetím je území v Antarktidě Grahamova země. Společným znakem všech tří je skutečnost, že nejsou trvale osídlené a jsou z 80 až 90 % zaledněné.
Britské antarktické území, které vzniklo 3. března 1962, je přímo spravované britským Ministerstvem zahraničí (Foreign and Commonwealth Ofﬁce). Řídí je v Londýně sídlící komisař (Commissioner), od roku 2021 to je Paul Candler.
- Poznámka: Grahamova země je v tomto článku jméno regionu, tj. celého kontinentálního území britského sektoru (mezi 20° a 80° západní zeměpisné délky) včetně Antarktického poloostrova a přilehlých ostrovů. Region dostal jméno po své části, po území Grahamova země, která se nachází v severní části Antarktického poloostrova.

## Historie
Historie vzniku tohoto území sahá až do roků 1908 a 1917, kdy vzneslo Spojené království Velké Británie a Irska, na základě dekretů králů Eduarda VII. a Jiřího V., své nároky na rozsáhlá antarktická území. Roku 1908 se staly Jižní Shetlandy, Jižní Orkneje, Jižní Georgie, Jižní Sandwichovy ostrovy a Grahamova země dependancemi britských Falklandských ostrovů.
V roce 1962 bylo vytvořeno z Jižních Shetland, Jižních Orknejí a Grahamovy země Britské antarktické území, řízeno nejprve vysokým komisařem sídlícím na Falklandách. Teprve roku 1989 přešla správa území přímo pod Ministerstvo zahraničí.

## Nároky druhých zemí
V roce 1940 vznesly Argentina a Chile nároky na části britského sektoru, které se dokonce překrývají i mezi sebou navzájem o 21°.
- Argentina požaduje území mezi 25° a 74° západní délky, tzv. „Argentinská Antarktida“, kterou pokládá za součást své provincie Tierra del Fuego, Antártida e Islas del Atlántico Sur.
- Chile naopak žádá území mezi 53° a 90° západní délky, tzv. „Chilské antarktické území“, které pokládá za část svého regionu Magellanes y Antártica Chilena.

## Zdůvodnění nároků
Spojené království opírá svůj nárok na nabytí sporného území na základě teorie okupace. Podle ní vznikne právo na území, které nepodléhá výkonné moci žádného státu, jeho pouhým obsazením a dlouhodobým vládnutím nad ním.
Argentina a Chile vyhlašují svá práva na základě teorie geologické kontinuity která se opírá o skutečnost, že Antarktida je součásti původního prakontinentu Gondwany, jenž zahrnoval také Jižní Ameriku a Antarktický poloostrov je vlastně pokračováním andského pohoří.

## Antarktická smlouva
Teprve podepsaní smlouvy na závěr Washingtonské konference dne 1. prosince 1959 zklidnilo napjatou situaci mezi Spojeným královstvím, Argentinou a Chile svářícími se o Britské antarktické území. Byla tehdy podepsána tzv. Antarktická smlouva (v ČR zákon č. 276/2003 Sb. o Antarktidě …) ve které se mj. státy mající území v Antarktidě zavázaly po dobu 50 let zachovat status quo a neuplatňovat práva vlastníků. Tato a navazující smlouvy, jako např. Protokol o ochraně životního prostředí ke Smlouvě o Antarktidě, stanovily práva, povinnosti a zákazy při využívání Antarktidy. Smlouvy pokrývají území od Jižního pólu až k 60. rovnoběžce.

## Obyvatelé
Na Britském antarktickém území nežije žádné stálé obyvatelstvo a není tam vykonávána žádná hospodářská činnost. V průběhu místního léta se na polárních stanicích zdržuje okolo 400 vědců, přes zimní období jejich počet klesá na 50. Každoročně do těchto oblastí připlouvají na lodích tisícovky výletníků a mnozí i vystupují na pevninu.
Téměř u severního konce Antarktického poloostrova, ve Weddellově moři, je na Ostrově Jamese Rosse od roku 2006 česká antarktická výzkumná základna s letním provozem Mendelova polární stanice.

## Poštovní známky
První známky pro toto území nechala britská poštovní správa vytisknout v roce 1963 a byly opatřeny nápisem BRITISH ANTARCTIC TERRITORY. Vyznačovaly se stylem britských známek, náměty se vztahovaly k Antarktidě. Byly zde používány i známky tištěné pro celé britské Společenství. Od roku 1879 je území nepřímo členem UPU (Světová poštovní unie).